# Tasso (Korsika)
Tasso (korsisch U Tassu) ist eine französische Gemeinde mit 88 Einwohnern (Stand: 1. Januar 2022) im Département Corse-du-Sud auf der Mittelmeerinsel Korsika. Sie gehört zum Arrondissement Ajaccio und zum Kanton Taravo-Ornano und grenzt im Nordwesten an Bastelica, im Nordosten an Ciamannacce, im Osten an Sampolo, im Südosten an Zicavo und im Südwesten an Guitera-les-Bains. Das Siedlungsgebiet liegt auf 850 Metern über dem Meeresspiegel. Die Bewohner nennen sich Tassinchi.

## Bevölkerungsentwicklung
| Jahr      | 1962 | 1968 | 1975 | 1982 | 1990 | 1999 | 2008 | 2018 |
| --------- | ---- | ---- | ---- | ---- | ---- | ---- | ---- | ---- |
| Einwohner | 139  | 137  | 134  | 122  | 91   | 97   | 94   | 103  |